# Batalla de Fort Frontenac
La batalla de Fort Frontenac tuvo lugar el 25 de agosto de 1758 durante la guerra franco-india entre Francia y Gran Bretaña. La localización de la batalla fue Fort Frontenac, un fuerte francés cercano a la actual ciudad de Kingston, Ontario, en la orilla oriental del Lago Ontario, en el nacimiento del Río San Lorenzo.
Un ejército colonial británico, comandado por John Bradstreet y formado por 500 regulares y 2.500 milicianos. El ejército francés estaba formado por 110 hombres  refugiados en el fuerte. Bradstreet desembarcó a poco menos de dos kilómetros del fuerte y avanzó hacia él. El destacamento francés se rindió en dos días cortando así los ingleses una de las dos mayores líneas de comunicación y abastecimiento de Montreal y Quebec.